# Bérbaltavár, Vas
Bérbaltavár  este o comună în districtul Vasvár, județul Vas, Ungaria, având o populație de 573 de locuitori (2011). 

## Demografie
Componența etnică a satului Bérbaltavár
     Maghiari (89,76%)
     Romi (8,02%)
     Germani (2,23%)
Componența confesională a satului Bérbaltavár
     Romano-catolici (56,2%)
     Fără religie (3,84%)
     Necunoscută (38,57%)
     Alte religii (1,92%)
Conform recensământului din 2011, comuna Bérbaltavár avea 573 de locuitori. Din punct de vedere etnic, majoritatea locuitorilor (89,76%) erau maghiari, existând și minorități de romi (8,02%) și germani (2,23%).  Din punct de vedere confesional, majoritatea locuitorilor (56,2%) erau romano-catolici, cu o minoritate de persoane fără religie (3,84%). Pentru 38,57% din locuitori nu este cunoscută apartenența confesională.